# Renzo Massarani
Renzo Massarani (Mantova, 26 marzo 1898 – Rio de Janeiro, 28 marzo 1975) è stato un compositore italiano naturalizzato brasiliano di origine ebraica.

## Biografia
Renzo Massarani nasce a Mantova il 26 marzo 1898 in una famiglia ebraica. Interrompe gli studi di pianoforte e di armonia, per partecipare giovanissimo come volontario alla prima guerra mondiale. Terminato il conflitto, riprende gli studi musicali a Vienna con F. Schalk e quindi a Roma con Ottorino Respighi, diplomandosi in composizione nel 1921. Comincia un'intensa attività compositiva, pubblicando i suoi primi lavori e associandosi con Vittorio Rieti e Mario Labroca in un gruppo chiamato «I Tre» che riscosse l'interesse e l'apprezzamento della critica.
Nel frattempo, Massarani divenne direttore musicale del teatro di marionette di Vittorio Podrecca, con cui compì numerosi viaggi, tra cui uno in Sudamerica. A questo periodo risalgono i lavori teatrali che lo resero famoso, tra cui l'intermezzo grottesco Bianco e nero, su libretto di A. Pagan (rappresentato a Roma il 27 aprile 1923) e "Guerino detto il Meschino" un'azione mimica in un atto su proprio libretto rappresentata a Darmstadt il 20 novembre. 1928 e quindi ripresa al Théâtre de la Potinière di Parigi nel 1929.

Il giorno 26 agosto 1928 sposa Elda Costantini.

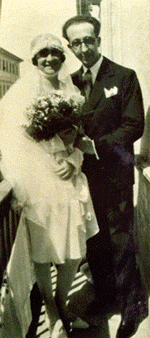
Renzo Massarani e Elda Costantini nel giorno del loro matrimonio

Cominciò anche l'attività di critico musicale, collaborando al giornale Il Tevere. Dopo il matrimonio con Elda Costantini, trovò impiego a Roma presso la SIAE (Società italiana degli autori ed editori), intensificando la produzione musicale con crescente successo di critica e di pubblico. Sue opere vennero eseguite a Venezia, Firenze, Torino, Bergamo e Roma.
La promulgazione delle leggi razziali fasciste segnò la fine della sua carriera musicale in Italia. Perse il lavoro e le sue opere furono messe al bando. Come Mario Castelnuovo-Tedesco e Vittorio Rieti rifugiatisi negli Stati Uniti, Massarani si vide costretto a lasciare l'Italia. 

Nel 1939 giunse in Brasile, dove prese la cittadinanza nel 1945. Stabilitosi a Rio de Janeiro, inizialmente collaborò con la Radio nacional in qualità di orchestratore e in seguito come critico musicale per il quotidiano A Manhã prima e per il Jornal do Brasil poi, mantenendo parallelamente l'attività di compositore, entrando a dar parte dell'Academia brasileira de música.

Renzo Massarani con la moglie e i figli a Rio de Janeiro il 30 marzo 1943

Nel dopoguerra rifiutò la proposta di ritornare in Italia con la sua riassunzione alla SIAE e impedì l'esecuzione, la riedizione e l'accesso ai manoscritti delle sue composizioni pre-belliche. Tornò in Europa solo per ragioni familiari o per partecipare in qualità di critico a festival e come membro di giuria in concorsi di composizione.

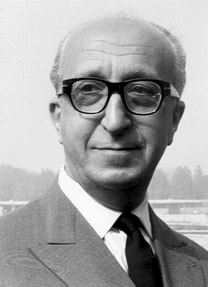
Renzo Massarani negli anni Sessanta

Morì il 28 marzo 1975 a Rio de Janeiro.